# Helenwood
Helenwood é uma cidade  localizada no estado norte-americano de Tennessee, no Condado de Scott.

## Demografia
Segundo o censo norte-americano de 2000, a sua população era de 846 habitantes.

## Geografia
De acordo com o United States Census Bureau tem uma área de
7,1 km², dos quais 7,1 km² cobertos por terra e 0,0 km² cobertos por água.

## Localidades na vizinhança
O diagrama seguinte representa as localidades num raio de 28 km ao redor de Helenwood.